# الخطيب (عائلة)
عائلة الخطيب (بالعربية: Al-Khatib) هي عائلة عربية حجازية معروفة ولها فروع في عدة دول مثل سوريا و الأردن و فلسطين و لبنان و مصر و السعودية و العراق وقد درجت العادة في البلاد العربية في عصور سابقةٍ على إطلاق اسم المهنة التي يزاولها البعض على عائلاتهم, واندرجت هذه العادة على الذين كانوا يمتهنون مهنة التدريس أو الخطابة في المساجد فكان يطلق عليه لقب الخطيب, ولا يلبث اللقب أن يصبح إسماً لعائلته مع مرور الزمن, فتسمى دار الخطيب أو آل الخطيب أو حمولة الخطيب يعود أصل العائلة إلى الحجاز، حيث يُنسبون إلى الأشراف ومن الحجاز انتقلوا إلى كربلاء في القرن الثالث عشر الهجري في دمشق. يُعتقد البعض ان العائلة تنتسب إلى "الخطيب الحسني"، نسبة إلى الحسن بن علي، وقد تميز أفرادها بالعلم والخطابة في المسجد الأموي. يتواجد ابناء عائلةالخطيب في بلاد الشام بشكل كبير.

## عائلات تحمل اسم الخطيب
وأورد كتاب (قاموس العشائر في الأردن وفلسطين) لمؤلفه الباحث حنا عمَّاري أسماء (16) عائلة فلسطينية تحمل اسم الخطيب من بينها عائلة مسيحية, وأسماء 4 عائلات أردنية تحمل اسم الخطيب وتتوزع عائلات آل الخطيب الفلسطينية على المزيرعة الخطيب الرمحي), وعرب العبيات من عرب التعامرة, وبيت لحم والسموع / الخليل, ودورا الخطيب الشامي). وبيت أولا , وعرابة, ومجدل الصادق مجدل يابا), وقرية زكريا , وسرطة نابلس, وعجور الخليل, وبنى دار , واللد والقدس.
ويورد كتاب (معجم العشائر الفلسطينية) لمؤلفه الباحث محمد محمد حسن شراب أسماء 53 عشيرة وعائلة فلسطينية تحمل اسم الخطيب تتوزع على معظم المدن الفلسطينية منها القدس ودورا الخليل وطوباس وخان يونس والقدس وطبريا والخليل وبيت لحم.
عائلة الخطيب من العائلات الاصيلة في مدينة نابلس و هي تنحدر من عشيرة البشاتوة التي تعود اصولها الى قبيلة قريش (ال بشتاوي) واصبحت كنية الخطيب ملازمة للعائلة منذ اكثر من 200 عام عندما تولت العائلة امامة و خطابة الجامع الصلاحي الكبير في مدينة نابلس لفترة من الزمن.
أما العشائر الأردنية التي تحمل اسم الخطيب التي أوردها عماري فهي:
1- آل الخطيب من عشيرة الفناطسة ويسكنون في معان.
2- آل الخطيب في بلدة جفين في شمال الأردن, وأصلهم من الحجاز.
3- آل الخطيب في دير أبي سعيد وكفر الماء في منطقة الكورة في شمال الأردن.
-4- آل الخطيب في الرمثا, وينحدرون من عائلة القمحاوي المصرية بالزقازيق إحدى ضواهي القاهرة.

## أعلام من العائلة
- عبد الكريم الخطيب (1921-2008)، جراح وسياسي وناشط مغربي
- أحمد الخطيب (1933-1982)، سياسي سوري
- أحمد فؤاد الخطيب (مواليد 1990 أو 1991)، ناشط فلسطيني أمريكي
- باسل الخطيب (مواليد 1962)، مخرج سوري
- بسام الخطيب (مواليد 1975)، لاعب كرة قدم أردني محترف
- فراس الخطيب (مواليد 1983)، لاعب كرة قدم سوري
- ابتهال الخطيب (مواليد 1972)، أكاديمية وصحفية وناشطة كويتية
- ابن الخطيب (1313-1374)، شخصية تاريخية عربية
- إياد محمد الخطيب ، سياسي سوري
- محمود الخطيب (مواليد 1954)، لاعب كرة قدم مصري معتزل
- محمد مختار الخطيب (مواليد 1942) شيوعي سوداني
- محمد نبيل الخطيب ، سياسي سوري
- محب الدين الخطيب (1886-1969)، صحفي وسياسي سوري
- روحي الخطيب (1914–1994)، رئيس بلدية القدس
- زكي الخطيب (1887–1961)، سياسي سوري
- احمد محمد الخطيب(1927-2022), سياسي قومي عربي و طبيب كويتي
- علي الخطيب مصري مقيم في المنيا مهتم الفلسفة.
- انظر أيضا

- خطيب الجمعة
- عائلة الخطيب الحسني